# C. Loring Brace
Charles Loring Brace IV (Hanover, 19 de dezembro de 1930 – Ann Arbor, 7 de setembro de 2019) foi um antropólogo americano, professor emérito do Departamento de Antropologia da Universidade de Michigan e curador emérito do Museu de Arqueologia Antropológica da universidade. Ele considerou a tentativa de "introduzir uma perspectiva darwiniana na antropologia biológica" sua maior contribuição para o campo da antropologia.

## Infância e educação
Brace nasceu filho do escritor, marinheiro, construtor de barcos e professor Gerald Warner Brace e Hulda Potter Laird. Seus ancestrais eram professores e clérigos da Nova Inglaterra, incluindo John P. Brace, Sarah Pierce e Blackleach Burritt. O bisavô paterno de Brace, Charles Loring Brace, fundador da Children's Aid Society, trabalhou para introduzir a teoria da evolução nos Estados Unidos e conheceu Charles Darwin. C. Loring Brace desenvolveu um interesse precoce em biologia e evolução humana quando criança, em parte pela leitura do popular livro de Roy Chapman Andrews, Meet your Ancestors, A Biography of Primitive Man (1945). Ele foi para o Williams College em Williamstown, Massachusetts, de 1948 a 1952, onde construiu sua própria especialização em cursos de geologia, paleontologia e biologia.
Brace foi convocado pelo Exército dos EUA durante a Guerra da Coreia e, enquanto estava em serviço, trabalhou com a adaptação de máscaras de gás para que pudessem servir em diversas pessoas. Ele recebeu um mestrado (1958) e doutorado (1962) pela Universidade de Harvard e estudou antropologia física com Ernest Hooton e mais tarde com William W. Howells, que apresentou Brace à nova síntese evolutiva da evolução darwiniana e genética populacional. Durante esse tempo, ele também pôde viajar para a Europa, onde passou 1959-1960 na Universidade de Oxford, no laboratório de comportamento animal de Nikolaas Tinbergen, e viajou para Zagreb, Iugoslávia, onde inspecionou a coleção de fósseis de Neandertais coletados por Dragutin Gorjanovic-Kramberger em Krapina.